# 浅田彰
浅田 彰（あさだ あきら、1957年3月23日 - ）は、日本の批評家、哲学者。京都芸術大学大学院芸術研究科教授。京都大学助手時代に発表した『構造と力』『逃走論』がベストセラーとなり、以後さまざまな分野での批評・編集活動で知られる。

## 概要
兵庫県神戸市出身。両親は産婦人科医。1979年京都大学経済学部卒業。1981年同大学院経済研究科博士課程中退。
1983年、京都大学人文科学研究所助手の時代に、構造主義とポスト構造主義の思想を一貫した見取り図のもとに再構成する『構造と力』を発表。思想書としては異例の15万部を超すベストセラーとなり、同時期に『チベットのモーツァルト』を発表した中沢新一らとともに、いわゆる「ニュー・アカデミズム」の旗手として一般メディアを舞台に幅広い批評活動を開始した。
当時の日本では、ロラン・バルトやフーコー、レヴィ＝ストロースなどのフランス現代思想が盛んに紹介されていたが、思想家ごとの紹介にとどまることが多く、彼らを思想史全体に位置づける試みはほとんど行われていなかった。そうした状況の中浅田が『構造と力』において、デリダの脱構築の哲学や、ドゥルーズとガタリが用いたラカン派精神分析の思想など様々な潮流を俯瞰し再構成してみせたため、同書はフランス現代思想に対する「知の見取り図」として受容されることになった。
翌1984年には、一般誌などに寄稿したエッセイを集めた『逃走論』を発表。同書ではドゥルーズとガタリ、またマルクスなどの思想を従来のように正面から一点集中的に読み解こうとするだけではなく、多面的な視点を相互に移動しながらテクストに向き合う姿勢が必要だと説いた。この対比を、浅田は特定の価値観や立場・見方に固執するパラノイア（偏執狂）型と物事に固執しないスキゾフレニア（統合失調症）型に二分したが、これは「パラノからスキゾへ」というキャッチフレーズとして、当時の流行語となり、第一回新語・流行語大賞において新語部門の銅賞に選ばれた。

### 『逃走論』 以後の批評活動
『逃走論』 以後の浅田の著作は、対談・短いエッセイなどの再構成が中心となり、叢書の編集や芸術祭・映画祭の監修など幅広い分野で活動を続けている。浅田の師の一人である数学者の森毅は、浅田の本領は、一見無関係なものを関連づけ、全体の中に位置づけ直して新たな光を当てる広義の「編集」行為にあると指摘している。また浅田の紹介・評価がきっかけとなって、多くの思想家やアーティストが注目を浴びることになった。
1984年から87年まで雑誌『GS』で活動したのち、90年代は柄谷行人とともに思想誌『批評空間』の編集委員を務め、さらに『季刊思潮』『InterCommunication』『Any』といった思想誌の編集にかかわった。1989年より同経済研究所助教授。2008年に京都大学経済研究所准教授を退職し、京都造形芸術大学大学院長に就任した。のち同大学院学術研究センター所長を経て、2020年より京都芸術大学大学院附置機関 ICA Kyoto所長。2025年より同大学院芸術研究科教授。

## 主な編集・批評活動
- 中上健次全集（集英社、1995-6 年）の編集委員を務めた。作家が始めた「熊野大学」にもたびたび参加した。
- 1984 年から 2023 年まで坂本龍一と対話やコラボレーションを重ねている。『TV WAR』(つくば科学博、 1985 年)や、ダムタイプの高谷史郎らと制作された『LIFE』（1999 年）ではコンセプト・デザイナーを務めた。坂本が音楽史を見直すプロジェクト 『schola』シリーズにも協力。関連して、渡邊守章を中心に坂本龍一・高谷史郎・白井剛・寺田みさこらと「マラルメ・プロジェクト」と題するマルチメディア・パフォーマンスを 2010 年から 2012 年まで京都芸術大学内の春秋座で３度にわたって上演した。2021 年 11 月 7 日には病気療養中の坂本龍一の代役として「radio sakamoto」(J-WAVE)で BTS に関する講義を行なっている。
- 磯崎新と 1985 年に『現代思想』で対談して以来コラボレーションを続け、1991 年から 2000 年にかけて建築と哲学の対話の場として毎年世界各地で開かれた「Any コンファレンス」には主催者の一人の磯崎とともに参加、両名で会議録の日本語版（NTT 出版）の編集も行なった。 『現代思想 2020 年 3 月臨時増刊 総特集=磯崎新』（2019）年でもこれまでのコラボレーションを踏まえ新たに対話を行なった。
- ダニエル・リベスキンドの要請でオランダのフローニンゲン市に一連のシンボルを建築するプロジェクト（「Books ofGroningen」、1990 年）にウィリアム・フォーサイスやハイナー・ミュラーらと参加、シンボルの一つを高谷史郎と共作した。
- 1995 年から 2007 年まで文学界新人賞、2005 年から 2010 年まで新潮新人賞の選考委員を務めた。
- 1996 年度から 2006 年度まで放送大学で渡邊守章・渡辺保とともに 「演劇を読む」「表象文化研究――文化と芸術表象」の講義を担当、テキストは放送大学教育振興会から刊行された。
- 2012年からウェブメディアのREALKYOTOで評論を発表していた。2020年末に同メディアは更新を停止し、ICA京都のサイト内ウェブマガジンREALKYOTO FORUMに移行され、浅田はICA京都の所長に就任した[14]。
- 「ヨコハマトリエンナーレ」アーティスティック・ディレクター選考委員長として、2020 年にラクス・メディア・コレクティヴ、2023年（2024年3月15日~6月9日に延期し開催）にリウ・ディン（刘鼎）＆キャロル・インホワ・ルー（盧迎華）、キャロル・オンホワをアーティスティック・ディレクターに選んでいる。
- 「あいちトリエンナーレ2019」展示の一部である 「表現の不自由展・その後」 が保守派の批判を受けて中断に追い込まれたあと、芸術監督の津田大介と京都のアートスペース「浄土複合」でその問題に関するトークセッションを行なった[15]ほか、参加アーティストのホー・ツーニェンと公開対談[16]を行なった。

## 略歴
- 1975年：洛星高等学校卒業
- 1979年：京都大学経済学部経済学科卒業
- 1981年：京都大学大学院経済学研究科博士課程中退
- 1981年：京都大学人文科学研究所助手
- 1989年：京都大学経済研究所助教授
- 2007年：京都大学経済研究所准教授
- 2008年：京都造形芸術大学大学院教授 大学院長
- 2020年：京都芸術大学大学院教授 ICA Kyoto所長
- 2025年：京都芸術大学大学院芸術研究科教授

兼職
- 近畿大学国際人文学研究所客員教授
- 放送大学大学院客員教授

## 発言・エピソード

### 人物
- 建築家の浅田孝、東邦大学学長の浅田敏雄は伯父に当たる。
- 浅田が執筆したテキストは、浅田彰書誌に詳しい。(現在も更新が続けられているが、なぜか2009年までのテキストしか掲載されていない)

### 経済学者として
- 経済学部・大学院経済学研究科の出身で、元々は経済学者を名乗り、専攻は経済学としていた。ほかに経済思想史に関する論文を執筆したこともある。しかし経済学関係の業績はもとより80年代後半以降からは経済学関係の著作は皆無で、現在は経済学者は「廃業」したと述べている[要出典]。
- 経済学に関する体系的業績や著作は一つも残しておらず、このことを吉本隆明が厳しく批判している。吉本は、浅田が「学生の学力がここ10年くらいで劇的に落ちている。文部省は権威主義的な詰め込み教育を維持したほうがよかった」と言っていることについて、「最近の学生の学力のレベルが低いというより、むしろ、浅田彰のレベルが低い、というべきじゃないでしょうか。浅田彰は、専門だという理論経済学の分野でも、学者としてちっとも優秀じゃないですよ[17]。」「つまらない専門外のことはいう浅田彰[18]」と評している。

### 天皇制について
- 1987年に辻元清美との皇室に関する話題にて、天皇制について「なくならないと思う。終戦の時に、きちっと責任追及があってしかるべきだった」と述べた[19]。
- 1988年、昭和天皇が病床に就くと多くの人が皇居を訪れ記帳したが、その光景に浅田は北一輝の天皇論に言及するなかで「連日ニュースで皇居前で土下座する連中を見せられて、自分はなんという『土人』の国にいるんだろうと思ってゾッとするばかりです」と発言し[20][21]、保守派を中心に抗議を受けた[22]。平成から令和への改元にさいしては、このときのことを振り返りつつ「政府とマス・メディアの煽り立てる「奉祝ムード」の中で歴史健忘症をますます激化させている」とする小文を発表した[22]。

### そのほか
- 2000年以降の思潮として、新自由主義の波及によって人文知の成立する余地が失われた結果、文学の世界でも市場論理を優先するライトノベル、ケータイ小説、アニメ、ゲーム主流になり、文学が「ふきさらしの荒野」に出てしまったと述べ[23]、さらに「亡命知識人の体現するヨーロッパとアメリカの臨界に、20世紀の人文知の最大の可能性があった。それを21世紀にどうやって取り戻せるのかというのが、ひとつのモチーフになる」と述べている[24]。
- 2000年代に起きた情報環境、メディア環境の急激な変化に関しては、「簡単に検索し操作できるというのは、すばらしいことに違いない。けれども、それとは別の次元で、モノとしての知に直接かつ偶然に遭遇できる場が絶対必要。そのような場、そのような遭遇をどうやって可能にしていくかというのが大きな問題だ」と述べている[23]。
- ソーカル事件などで示されたフランス現代思想潮流の衒学性の問題に対して、アラン・ソーカルらによる論証は対象となるそれぞれの論者を本質的に批判してはおらず、また批判の根拠たる科学主義も絶対とはいえないと応じながらも、ソーカル事件の教訓を強調し、不必要な衒学は戒めなければならないとしている[25]。
- 1991年2月12日、同性愛者とHIV感染者の支援団体「動くゲイとレズビアンの会」（現・アカー）は、東京都が府中青年の家の利用を拒否したことをめぐり、都を相手取り損害賠償請求訴訟を起こした（東京都青年の家事件）。同年5月25日、26日に開催された東京大学五月祭で、アカーは裁判報告と講演の集いを行い、浅田や石坂啓らが参加した[26]、300人近い聴衆を前に浅田は「日本は、父権的中心による秩序化より、母性的オブラートの保護下でなれあう疑似同性愛者社会である」「男が男性としてのアイデンティティーを確立していないから、同性愛者への排除は明白には見えないが、より残酷な形をとる」と述べた。また、「性的マイノリティ―とマジョリティーの二項対立の土俵そのものを突き崩すこと」を理想に掲げた[27]。
- 2019年には国際芸術祭「あいちトリエンナーレ」内の企画展「表現の不自由展・その後」が抗議を受け展示を中止した問題[28][29][30][31]について、「公権力を持った人が、展覧会をやると言った以上、個々の作品に対していいとか悪いとか口を出すことは検閲に近い」と批判し、また「世界の支配的な潮流は多文化主義だ。多様な文化が混在しているなかで、他者を尊重し、傷つけないようにしようという態度はひとまず正しいと言える」が、「誰も傷つけない表現というものには、ほとんど意味がない。知識人は大衆の逆鱗に触れるために存在している」と述べた[32]。
- また、同年8月に政治家の田中康夫と対談した米中首脳会談及びG20大阪サミット等についての記事では「安倍政権は、天皇の代替わりを政治利用した」、「隣国（朝鮮半島）を植民地化なんかしたら100年たっても恨まれて当然なのに」と自身の政治的見解について語った[33]。
- 2000年代に至って、前景化したように見える、「ディシプリン（規律・訓練）」のシステムが機能不全に陥ったことによって生じているかに見える「こどもの資本主義」カルチャーを「スキゾ・キッズ」というかたちで、先駆的に肯定・評価していたのではないか、という問いかけには、「幼児的退行を売り物にする」のは「最悪」であり、「現在のこの種の議論は、ドゥルーズの警告する『コントロール（監視）』のシステムの補完物にほかならず、何よりモダニズムの核心にもあったこどもというものの可能性の中心を決定的に逸している」と否定的である。  そして、その「こどもの可能性の中心」にカントの可能性の中心を担う「調和し得ない緒力の束」を体現するものとしてのアルチュール・ランボーを挙げ、「ヘテロノミー（他律性）もアウトノミー（自律性）もないばらばらのボディ・パーツの束がバイオポリティカル（生政治）なコントロール・システムの中に浮遊しているという安易なディストピア・イメージが支配的になり、それが部分的にではあれ現実化しつつある現在、一見それと似ているようでまったく違うヴィジョンを、カントに即し、あるいはランボーやセザンヌに即し、ドゥルーズやフーコーの仕事をヒントとしながら探っていくというのは、『現在』がわれわれに突きつけているきわめて重要な課題であると言うべき」「ポストモダンあるいはポストヒストリカルと言われるような状況ですれっからしになってしまったわれわれも、だからこそふたたび「こどもになること」を目指さなければならないと述べている[34]。
- 「高校のころ演劇と生徒会ってのが大嫌いで、だから今でも平田オリザとか岡田利規とかああいうのは耐えられない」と発言しており、演劇についてパフォーマンスとして面白いものもあるとしながら、大声で泣いたり叫んだりし、情念を爆発させるような、「高校演劇」的な演劇を嫌っていると述べた[35]。
- 1999年に草間彌生の展覧会「草間彌生：ニューヨーク/東京」と荒木経惟の展覧会「センチメンタルな写真、人生」が同時に開催されていた東京都現代美術館を訪れた体験を述べた「草間彌生の勝利」(『波』1999年7月号、岩波書店)という文章の中で、「ひとことで言えば「本もの」と「偽もの」、あるいはニーチェの言葉で言えば「強者」と「弱者」というところだろうか」と、草間を評価し、荒木を酷評している。荒木の写真を「ウェットな感傷にまみれた薄汚い写真」「そこにあるのは、そういうセンチメンタルな物語にすがることでしか生きられないひ弱な「私」、しかも、そのような自分を売り物にして弱者の群れの歓心を買おうと計算するさもしい「私」でしかない」と批判する一方、草間を「センチメントは、それを感じる自己を前提とする。ところが、草間彌生の場合、自己は、そこで病いと死の闘争が展開される非人称的な場と化している。その凄絶にして絢爛たる闘争の記録は、胸を衝く切実さをもちながら、しかも、それをはるかに超えた強度によって、作者の病歴をまったく知らない者をも圧倒するだろう。その作品のひとつひとつは、ウェットな感傷からかぎりなく遠いところで傲然と屹立し、ただ作品それ自体として観る者の感覚を震撼するだろう。だからこそ、それは芸術と呼ばれるにふさわしいのだ」と絶賛し、「満身創痍でしかもひとり歩み続けるその後ろ姿に、私は心からの敬意を捧げる」と文章を結んだ[36]。
- ほかに荒木経惟について、講演で「本当に日本人として恥ずかしい」「野垂れ死にすればいい」と罵倒している[37]。

## 著作
- 『構造と力――記号論を超えて』（勁草書房, 1983年；中公文庫、2023年）
- 『逃走論――スキゾ・キッズの冒険』（筑摩書房, 1984年）
- 『ヘルメスの音楽』（筑摩書房, 1985年）
- 『ダブル・バインドを超えて』（南想社, 1985年）
- 『「歴史の終わり」と世紀末の世界』（小学館, 1994年）
- 『「歴史の終わり」を超えて』（中公文庫, 1999年）
- 『フォーサイス1999』（NTT出版, 1999年）
- 『20世紀文化の臨界』（青土社, 2000年）
- 『映画の世紀末』（新潮社, 2000年）

共編著など
- 浅田彰・佐和隆光ほか『科学的方法とは何か』（中央公論社［中公新書］, 1986年）
- 浅田彰・島田雅彦『天使が通る』（新潮社, 1988年）
- 浅田彰・柄谷行人『批評空間』（太田出版, 1990年代～2000年代）
- 浅田彰・岡崎乾二郎・松浦寿夫『モダニズムのハード・コア 現代美術批評の地平』（太田出版, 1995年）
- 浅田彰・松浦寿輝『ゴダールの肖像』（とっても便利出版部, 1997年）
- 浅田彰・田中康夫『憂国呆談』（幻冬舎, 1999年）
- 浅田彰・柄谷行人ほか『マルクスの現在』（とっても便利出版部, 1999年）
- 浅田彰・田中康夫『新・憂国呆談 神戸から長野へ』（小学館, 2000年）
- 浅田彰・佐和隆光『富める貧者の国 「豊かさ」とは何だろうか』（ダイヤモンド社, 2001年）
- 浅田彰・四方田犬彦・大野裕之『パゾリーニ・ルネサンス』（とっても便利出版部, 2001年）
- 浅田彰・田中康夫『憂国呆談リターンズ 長野が動く、日本が動く』（ダイヤモンド社, 2002年）
- 浅田彰・柄谷行人ほか『必読書150』（太田出版, 2002年）
- 浅田彰・渡邊守章・渡辺保『表象文化研究 文化と芸術表象』（放送大学教育振興会, 2002年）
- 浅田彰・田中康夫『「ニッポン解散」 続・憂国呆談』（ダイヤモンド社, 2005年）

訳書
- メアリー・ダグラス, バロン・イシャウッド『儀礼としての消費 財と消費の経済人類学』（新曜社, 1984年）

連載
- 憂国呆談 ソトコト（2008年1月号-)

## 関連文献
- 安藤礼二「浅田彰 ─ 「知」への切断と介入」（『大航海』 (55), 102-105, 2005）
- 笠井潔「浅田彰という装置 ─ 浅田彰『構造と力』」（『文芸』23(5), p212-222, 1984-05）
- 能本勲「記号論からの〈逃走〉 ─ 浅田彰（『早稲田文学〔第8次〕』 (102), p28-29, 1984-11）
- 筑紫哲也「若者たちの神々：1　浅田彰」（『朝日ジャーナル』 26(15), p43-47, 1984-04-13）
- 津村喬「〈逃走〉する者の〈知〉 ─ 全共闘世代から浅田彰氏へ」（『中央公論』 99(9), p46-61, 1984-09）
- 三浦雅士「荒々しい「現在」を走り抜く」（『朝日ジャーナル〈特集：浅田彰「現象」を解く〉』 26(15), p14-16, 1984-04-13）